# 24 Heures de Daytona 2023
Navigation
Édition précédente Édition suivante
Les 24 Heures de Daytona 2023 (2023 Rolex 24 Hours of Daytona), disputées les 28 et 29 janvier 2023 sur le Daytona International Speedway, sont la soixante-et-unième édition de cette épreuve, la cinquante-septième sur un format de vingt-quatre heures, et la première manche du WeatherTech SportsCar Championship 2023.

## Contexte avant la course

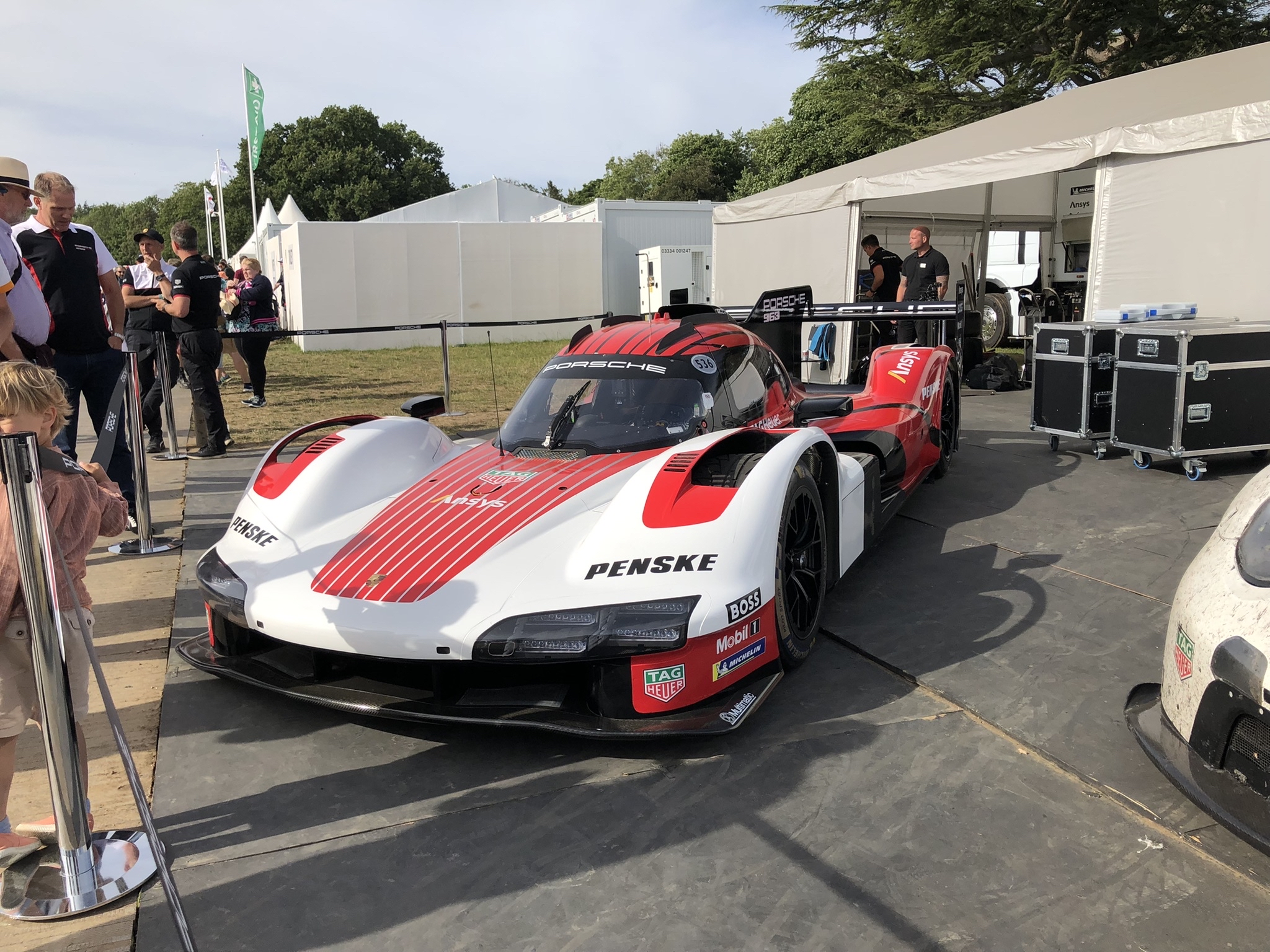
La Porsche 963

La confirmation que la course fera partie du WeatherTech SportsCar Championship 2023  est donnée en août 2022 par le président de l'International Motor Sports Association (IMSA), John Doonon. C'est la dixième année consécutive que la course fait partie de ce championnat.
Le principal changement par rapport à la saison précédente est l'arrêt de la catégorie DPi et l'arrivée de la nouvelle réglementation GTP. De ce fait, avec l'arrivée de cette nouvelle catégorie, la course marque la première apparition des Acura ARX-06, de la BMW M Hybrid V8 , de la Cadillac V-LMDh et de la Porsche 963 dans une manche du WeatherTech SportsCar Championship. 
Dans la catégorie GTD Pro et GTD, la Ferrari 296 GT3 et la Lamborghini Huracán GT3 Evo2 font également leurs premiers tours de roue en compétition dans une manche du WeatherTech SportsCar Championship. 

## Engagés

### Liste des concurrents
La liste des engagés est dévoilée le 19 décembre 2022.
| No.                  | Pays                   | Écurie                                 | Voiture                      | Pilotes                | Pilotes                 | Pilotes                | Pilotes                 |
| GTP (9 voitures)     | GTP (9 voitures)       | GTP (9 voitures)                       | GTP (9 voitures)             | GTP (9 voitures)       | GTP (9 voitures)        | GTP (9 voitures)       | GTP (9 voitures)        |
| -------------------- | ---------------------- | -------------------------------------- | ---------------------------- | ---------------------- | ----------------------- | ---------------------- | ----------------------- |
| 01                   |                        | Cadillac Racing                        | Cadillac V-LMDh              | Sébastien Bourdais     | Scott Dixon             | Renger van der Zande   |                         |
| 02                   | Earl Bamber            | Cadillac Racing                        | Cadillac V-LMDh              | Alex Lynn              | Richard Westbrook       |                        |                         |
| 6                    |                        | Porsche Penske Motorsports             | Porsche 963                  | Dane Cameron           | Mathieu Jaminet         | Nick Tandy             |                         |
| 7                    | Matt Campbell          | Porsche Penske Motorsports             | Porsche 963                  | Michael Christensen    | Felipe Nasr             |                        |                         |
| 10                   |                        | Wayne Taylor Racing                    | Acura ARX-06                 | Filipe Albuquerque     | Louis Delétraz          | Brendon Hartley        | Ricky Taylor            |
| 24                   |                        | BMW M Team RLL                         | BMW M Hybrid V8              | Connor De Phillippi    | Colton Herta            | Sheldon van der Linde  | Nick Yelloly            |
| 25                   | Philipp Eng            | BMW M Team RLL                         | BMW M Hybrid V8              | Augusto Farfus         | Colton Herta            | Marco Wittmann         |                         |
| 31                   |                        | Action Express Racing                  | Cadillac V-LMDh              | Jack Aitken            | Pipo Derani             | Alexander Sims         |                         |
| 60                   |                        | Meyer Shank Racing avec Curb Agajanian | Acura ARX-06                 | Tom Blomqvist          | Colin Braun             | Hélio Castroneves      | Simon Pagenaud          |
| LMP2 (10 voitures)   |                        |                                        |                              |                        |                         |                        |                         |
| 4                    |                        | Crowdstrike Racing par APR             | Oreca 07                     | Esteban Gutiérrez      | Ben Hanley              | George Kurtz           | Matt McMurry            |
| 8                    |                        | Tower Motorsports                      | Oreca 07                     | John Farano            | Scott McLaughlin        | Josef Newgarden        | Kyffin Simpson          |
| 11                   |                        | TDS Racing                             | Oreca 07                     | Scott Huffaker (en)    | Mikkel Jensen           | Steven Thomas          | Rinus VeeKay            |
| 18                   |                        | Era Motorsport                         | Oreca 07                     | Ryan Dalziel           | Oliver Jarvis           | Dwight Merriman        | Christian Rasmussen     |
| 20                   |                        | High Class Racing                      | Oreca 07                     | Dennis Andersen        | Ed Jones                | Anders Fjordbach       | Raffaele Marciello      |
| 35                   |                        | TDS Racing                             | Oreca 07                     | Giedo van der Garde    | François Hériau         | Josh Pierson           | Job van Uitert          |
| 51                   |                        | Rick Ware Racing                       | Oreca 07                     | Austin Cindric         | Devlin DeFrancesco      | Pietro Fittipaldi      | Eric Lux                |
| 52                   |                        | PR1/Mathiasen Motorsports              | Oreca 07                     | Paul-Loup Chatin       | Ben Keating             | Nicolas Lapierre       | Alex Quinn              |
| 55                   |                        | Proton Competition                     | Oreca 07                     | Fred Poordad (de)      | Francesco Pizzi (en)    | James Allen            | Gianmaria Bruni         |
| 88                   |                        | AF Corse                               | Oreca 07                     | Nicklas Nielsen        | Matthieu Vaxiviere      | Julien Canal           | François Perrodo        |
| LMP3 (9 voitures)    |                        |                                        |                              |                        |                         |                        |                         |
| 13                   |                        | AWA                                    | Duqueine M30 - D08           | Matt Bell              | Orey Fidani             | Lars Kern              | Moritz Kranz            |
| 17                   | Wayne Boyd             | AWA                                    | Duqueine M30 - D08           | Anthony Mantella       | Thomas Merrill (en)     | Nicolás Varrone (es)   |                         |
| 33                   |                        | Sean Creech Motorsport                 | Ligier JS P320               | João Barbosa           | Lance Willsey           | Nico Pino              | Nolan Siegel (en)       |
| 36                   |                        | Andretti Autosport                     | Ligier JS P320               | Jarett Andretti (en)   | Gabby Chaves            | Dakota Dickerson       | Rasmus Lindh (en)       |
| 38                   |                        | Performance Tech Motorsports           | Ligier JS P320               | Christopher Allen      | Connor Bloum            | John DeAngelis         | Cameron Shields (en)    |
| 43                   |                        | MRS GT-Racing                          | Ligier JS P320               | Sebastián Álvarez (en) | Guilherme Oliveira (en) | Danial Frost           | Alex Vogel              |
| 74                   |                        | Riley Motorsports                      | Ligier JS P320               | Gar Robinson           | Felipe Fraga            | Josh Burdon (en)       | Glenn van Berlo (en)    |
| 85                   |                        | JDC Miller Motorsports                 | Duqueine M30 - D08           | Till Bechtolsheimer    | Tijmen van der Helm     | Luca Mars              | Mason Filippi (en)      |
| 87                   |                        | FastMD Racing                          | Duqueine M30 - D08           | Yu Kanamaru            | Antonio Serravalle      | Nick Boulle            | James Vance             |
| GTD Pro (8 voitures) |                        |                                        |                              |                        |                         |                        |                         |
| 3                    |                        | Corvette Racing                        | Cherolet Corvette C8.R       | Antonio García         | Jordan Taylor           | Tommy Milner           |                         |
| 9                    |                        | Pfaff Motorsports                      | Porsche 911 GT3 R            | Klaus Bachler          | Patrick Pilet           | Laurens Vanthoor       |                         |
| 14                   |                        | Vasser-Sullivan Racing                 | Lexus RC F GT3               | Ben Barnicoat          | Jack Hawksworth         | Mike Conway            |                         |
| 23                   |                        | Heart of Racing Team                   | Aston Martin Vantage AMR GT3 | Ross Gunn (en)         | David Pittard           | Alex Riberas           |                         |
| 62                   |                        | Risi Competizione                      | Ferrari 296 GT3              | Alessandro Pier Guidi  | James Calado            | Daniel Serra           | Davide Rigon            |
| 63                   |                        | Iron Lynx                              | Lamborghini Huracán GT3 Evo2 | Mirko Bortolotti       | Andrea Caldarelli       | Romain Grosjean        | Jordan Pepper           |
| 64                   |                        | TGM/TF Sport                           | Aston Martin Vantage AMR GT3 | Ted Giovanis           | Hugh Plumb              | Matt Plumb (en)        | Owen Trinkler           |
| 79                   |                        | WeatherTech Racing                     | Mercedes-AMG GT3 Evo         | Maro Engel             | Jules Gounon            | Daniel Juncadella      | Cooper MacNeil          |
| GTD (25 voitures)    |                        |                                        |                              |                        |                         |                        |                         |
| 1                    |                        | Paul Miller Racing                     | BMW M4 GT3                   | Bryan Sellers          | Madison Snow            | Corey Lewis            | Maxime Martin           |
| 12                   |                        | Vasser-Sullivan Racing                 | Lexus RC F GT3               | Kyle Kirkwood          | Frankie Montecalvo      | Aaron Telitz           | Parker Thompson (en)    |
| 16                   |                        | Wright Motorsports                     | Porsche 911 GT3 R            | Ryan Hardwick          | Jan Heylen              | Dennis Olsen           | Zacharie Robichon       |
| 19                   |                        | Iron Lynx                              | Lamborghini Huracán GT3 Evo2 | Claudio Schiavoni      | Rolf Ineichen           | Franck Perera          | Raffaele Giammaria (en) |
| 21                   |                        | AF Corse                               | Ferrari 296 GT3              | Simon Mann             | Luís Pérez Companc      | Miguel Molina          | Francesco Castellacci   |
| 023                  |                        | Triarsi Competizione                   | Ferrari 296 GT3              | Andrea Bertolini       | Alessio Rovera          | Charlie Scardina       | Onofrio Triarsi         |
| 27                   |                        | Heart of Racing Team                   | Aston Martin Vantage AMR GT3 | Roman De Angelis (en)  | Ian James               | Marco Sørensen         | Darren Turner           |
| 32                   |                        | Gilbert / Korthoff Motorsports         | Mercedes-AMG GT3 Evo         | Maximilian Götz        | Mikaël Grenier          | Kenton Koch (en)       | Mike Skeen (en)         |
| 42                   |                        | NTe Sport                              | Lamborghini Huracán GT3 Evo2 | Robert Megennis        | Jaden Conwright (de)    | Kerong Li              | Alessio Deledda         |
| 44                   |                        | Magnus Racing                          | Aston Martin Vantage AMR GT3 | Andy Lally             | John Potter             | Spencer Pumpelly       | Nicki Thiim             |
| 47                   |                        | Cetilar Racing                         | Ferrari 296 GT3              | Alessandro Balzan      | Roberto Lacorte         | Giorgio Sernagiotto    | Antonio Fuoco           |
| 53                   |                        | MDK Motorsports                        | Porsche 911 GT3 R            | Trenton Estep (en)     | Mark Kvamme             | Jan Magnussen          | Jason Hart              |
| 57                   |                        | Winward Racing                         | Mercedes-AMG GT3 Evo         | Daniel Morad           | Indy Dontje (en)        | Philip Ellis           | Russell Ward (en)       |
| 66                   |                        | Gradient Racing                        | Acura NSX GT3 Evo 22         | Mario Farnbacher       | Katherine Legge         | Marc Miller (en)       | Sheena Monk             |
| 70                   |                        | Inception Racing                       | McLaren 720S GT3             | Brendan Iribe          | Marvin Kirchhöfer       | Ollie Millroy          | Frederik Schandorff     |
| 75                   |                        | SunEnergy1 Racing                      | Mercedes-AMG GT3 Evo         | Fabian Schiller (en)   | Kenny Habul             | Axcil Jefferies        | Luca Stolz (en)         |
| 77                   |                        | Wright Motorsports                     | Porsche 911 GT3 R            | Alan Brynjolfsson      | Kévin Estre             | Trent Hindman          | Maxwell Root            |
| 78                   |                        | Forte Racing Powered by USRT (en)      | Lamborghini Huracán GT3 Evo2 | Misha Goikhberg        | Loris Spinelli (en)     | Benjamín Hites (es)    | Marco Mapelli (en)      |
| 80                   |                        | AO Racing                              | Porsche 911 GT3 R            | P.J. Hyett (en)        | Gunnar Jeannette        | Sebastian Priaulx (en) | Harry Tincknell         |
| 83                   |                        | Iron Dames                             | Lamborghini Huracán GT3 Evo2 | Doriane Pin            | Sarah Bovy              | Rahel Frey             | Michelle Gatting        |
| 91                   |                        | KellyMoss avec Riley                   | Porsche 911 GT3 R            | Julien Andlauer        | Jaxon Evans             | Alan Metni (en)        | Kay van Berlo           |
| 92                   | Jeroen Bleekemolen     | KellyMoss avec Riley                   | Porsche 911 GT3 R            | David Brule            | Andrew Davis            | Alec Udell (en)        |                         |
| 93                   |                        | Racers Edge Motorsports with WTR       | Acura NSX GT3 Evo 22         | Ryan Briscoe           | Daniel Formal           | Ashton Harrison        | Kyle Marcelli (en)      |
| 95                   |                        | Turner Motorsport                      | BMW M4 GT3                   | Bill Auberlen          | Chandler Hull           | Bruno Spengler         | John Edwards            |
| 96                   | Patrick Gallagher (en) | Turner Motorsport                      | BMW M4 GT3                   | Robby Foley            | Michael Dinan (en)      | Jens Klingmann         |                         |

Championnat dans lequel la voiture est engagée :
- WeatherTech SportsCar Championship
- Michelin Endurance Cup
- Daytona seulement

### Concurrents par nationalités
| 74 Américains | 27 Britanniques | 18 Italiens   | 15 Français     | 14 Canadiens    |
| 13 Danois     | 11 Allemands    | 9 Néerlandais | 7 Néo-Zélandais | 6 Brésiliens    |
| 5 Suisses     | 4 Australiens   | 4 Belges      | 4 Espagnols     | 3 Portugais     |
| 2 Argentins   | 2 Autrichiens   | 2 Chiliens    | 2 Mexicains     | 2 Sud-Africains |
| 1 Andorran    | 1 Barbadien     | 1 Chinois     | 1 Colombien     | 1 Costaricien   |
| 1 Emiratis    | 1 Japonais      | 1 Norvégien   | 1 Singapourien  | 1 Suédois       |
| 1 Zimbabwéen  |                 |               |                 |                 |

## Roar before the Rolex 24
La course de qualification du Roar before the Rolex 24, organisée lors des éditions 2021 et 2022, est supprimée pour cette édition.
Le Roar before the Rolex 24 s'est déroulé du 20 au 22 janvier 2023 et a été composé de six séances d'essais, où toutes les catégories ont participé.

## Qualifications
| Pos. | Classe  | N°  | Équipe                               | Pilote                | Temps          | Gril. |
| 1    | GTP     | 60  | Meyer Shank Racing w/ Curb Agajanian | Tom Blomqvist         | 1 min 34 s 031 | 1     |
| 2    | GTP     | 7   | Porsche Penske Motorsports           | Felipe Nasr           | 1 min 34 s 114 | 2     |
| 3    | GTP     | 10  | Konica Minolta Acura ARX-06          | Ricky Taylor          | 1 min 34 s 198 | 3     |
| 4    | GTP     | 01  | Cadillac Racing                      | Sébastien Bourdais    | 1 min 34 s 262 | 4     |
| 5    | GTP     | 02  | Cadillac Racing                      | Alex Lynn             | 1 min 34 s 389 | 5     |
| 6    | GTP     | 31  | Whelen Engineering Racing            | Pipo Derani           | 1 min 34 s 608 | 6     |
| 7    | GTP     | 24  | BMW M Team RLL                       | Philipp Eng           | 1 min 34 s 723 | 7     |
| 8    | GTP     | 25  | BMW M Team RLL                       | Nick Yelloly          | 1 min 34 s 846 | 8     |
| 9    | LMP2    | 52  | PR1/Mathiasen Motorsports            | Ben Keating           | 1 min 40 s 541 | 10    |
| 10   | LMP2    | 35  | TDS Racing                           | François Hériau       | 1 min 41 s 751 | 11    |
| 11   | LMP2    | 11  | TDS Racing                           | Steven Thomas         | 1 min 41 s 813 | 12    |
| 12   | LMP2    | 88  | AF Corse                             | François Perrodo      | 1 min 41 s 942 | 13    |
| 13   | LMP2    | 04  | Crowdstrike Racing by APR            | George Kurtz          | 1 min 41 s 951 | 14    |
| 14   | LMP2    | 51  | Rick Ware Racing                     | Eric Lux              | 1 min 42 s 111 | 15    |
| 15   | LMP2    | 20  | High Class Racing                    | Dennis Andersen       | 1 min 42 s 277 | 16    |
| 16   | LMP3    | 33  | Sean Creech Motorsport               | Nico Pino             | 1 min 43 s 197 | 20    |
| 17   | LMP3    | 36  | Andretti Autosport                   | Dakota Dickerson      | 1 min 43 s 307 | 21    |
| 18   | LMP3    | 38  | Performance Tech Motorsports         | Cameron Shields       | 1 min 43 s 351 | 22    |
| 19   | LMP3    | 43  | MRS GT-Racing                        | Guilherme de Oliveira | 1 min 43 s 557 | 23    |
| 20   | LMP3    | 74  | Riley                                | Gar Robinson          | 1 min 43 s 840 | 24    |
| 21   | LMP3    | 85  | JDC Miller MotorSports               | Luca Mars             | 1 min 43 s 883 | 25    |
| 22   | LMP2    | 18  | Era Motorsport                       | Dwight Merriman       | 1 min 43 s 965 | 17    |
| 23   | LMP3    | 87  | FastMD Racing                        | Yu Kanamaru           | 1 min 44 s 237 | 26    |
| 24   | LMP3    | 13  | AWA                                  | Orey Fidani           | 1 min 45 s 822 | 27    |
| 25   | GTD     | 57  | Winward Racing                       | Philip Ellis          | 1 min 46 s 093 | 59    |
| 26   | LMP3    | 17  | AWA                                  | Anthony Mantella      | 1 min 46 s 187 | 28    |
| 27   | GTD     | 75  | Sun Energy 1                         | Fabian Schiller       | 1 min 46 s 312 | 29    |
| 28   | GTD     | 32  | Team Korthoff Motorsports            | Mikaël Grenier        | 1 min 46 s 705 | 30    |
| 29   | GTD Pro | 79  | WeatherTech Racing                   | Maro Engel            | 1 min 46 s 784 | 31    |
| 30   | GTD Pro | 23  | Heart of Racing Team                 | Ross Gunn (en)        | 1 min 46 s 825 | 32    |
| 31   | GTD     | 93  | Racers Edge Motorsports with WTR     | Kyle Marcelli         | 1 min 46 s 867 | 33    |
| 32   | GTD Pro | 14  | VasserSullivan                       | Ben Barnicoat         | 1 min 46 s 923 | 34    |
| 33   | GTD     | 66  | Gradient Racing                      | Mario Farnbacher      | 1 min 46 s 960 | 35    |
| 34   | GTD     | 70  | Inception Racing                     | Marvin Kirchhöfer     | 1 min 46 s 979 | 36    |
| 35   | GTD     | 27  | Heart of Racing Team                 | Roman De Angelis      | 1 min 47 s 088 | 37    |
| 36   | GTD     | 12  | VasserSullivan                       | Aaron Telitz          | 1 min 47 s 361 | 38    |
| 37   | GTD Pro | 3   | Corvette Racing                      | Antonio García        | 1 min 48 s 077 | 39    |
| 38   | GTD Pro | 64  | TGM/TF Sport                         | Owen Trinkler         | 1 min 48 s 081 | 60    |
| 39   | GTD Pro | 63  | Iron Lynx                            | Andrea Caldarelli     | 1 min 48 s 233 | 40    |
| 40   | GTD     | 47  | Cetilar Racing                       | Antonio Fuoco         | 1 min 48 s 309 | 41    |
| 41   | GTD     | 19  | Iron Lynx                            | Franck Perera         | 1 min 48 s 432 | 61    |
| 42   | GTD Pro | 95  | Turner Motorsport                    | Bill Auberlen         | 1 min 48 s 505 | 42    |
| 43   | GTD     | 1   | Paul Miller Racing                   | Madison Snow          | 1 min 48 s 526 | 43    |
| 44   | GTD     | 96  | Turner Motorsport                    | Robby Foley           | 1 min 48 s 756 | 44    |
| 45   | GTD     | 44  | Magnus Racing                        | John Potter           | 1 min 48 s 820 | 45    |
| 46   | GTD     | 16  | Wright Motorsports                   | Jan Heylen            | 1 min 48 s 942 | 46    |
| 47   | GTD Pro | 9   | Pfaff Motorsports                    | Laurens Vanthoor      | 1 min 48 s 977 | 47    |
| 48   | GTD     | 83  | Iron Dames                           | Rahel Frey            | 1 min 48 s 991 | 48    |
| 49   | GTD     | 78  | Forte Racing Powered by USRT (en)    | Misha Goikhberg       | 1 min 49 s 075 | 49    |
| 50   | GTD     | 21  | AF Corse                             | Miguel Molina         | 1 min 49 s 265 | 50    |
| 51   | GTD     | 77  | Wright Motorsports                   | Kévin Estre           | 1 min 49 s 358 | 51    |
| 52   | GTD     | 92  | Kellymoss with Riley                 | Jeroen Bleekemolen    | 1 min 49 s 373 | 52    |
| 53   | GTD Pro | 62  | Risi Competizione                    | Daniel Serra          | 1 min 49 s 495 | 53    |
| 54   | GTD     | 91  | Kellymoss with Riley                 | Julien Andlauer       | 1 min 49 s 507 | 54    |
| 55   | GTD     | 80  | AO Racing                            | Harry Tincknell       | 1 min 49 s 644 | 55    |
| 56   | LMP2    | 8   | Tower Motorsports                    | John Farano           | 1 min 49 s 679 | 18    |
| 57   | GTD     | 023 | Triarsi Competizione                 | Alessio Rovera        | 1 min 49 s 763 | 56    |
| 58   | GTD     | 53  | MDK Motorsports                      | Jan Magnussen         | 1 min 50 s 628 | 58    |
| 59   | GTD     | 42  | NTE Sport                            | Don Yount             | 1 min 50 s 873 | 57    |
| 60   | LMP2    | 55  | Proton Competition                   | Fred Poordad          | 1 min 50 s 969 | 19    |
| 61   | GTP     | 6   | Porsche Penske Motorsports           | Nick Tandy            | –              | 9     |

## Course

### Classements intermédiaires
| Pos. | Après la 1re heure | Après la 1re heure                                                                                 | Après 6 heures | Après 6 heures                                                                                     | Après 12 heures | Après 12 heures                                                                                    | Après 18 heures | Après 18 heures                                                                                    |
| Pos. | n°                 | Voiture / Pilotes                                                                                  | n°             | Voiture / Pilotes                                                                                  | n°              | Voiture / Pilotes                                                                                  | n°              | Voiture / Pilotes                                                                                  |
| ---- | ------------------ | -------------------------------------------------------------------------------------------------- | -------------- | -------------------------------------------------------------------------------------------------- | --------------- | -------------------------------------------------------------------------------------------------- | --------------- | -------------------------------------------------------------------------------------------------- |
| 1    | 60                 | Meyer Shank Racing w/ Curb Agajanian Acura ARX-06 (GTP) Blomqvist - Braun - Castroneves - Pagenaud | 10             | Konica Minolta Acura ARX-06 Acura ARX-06 (GTP) Albuquerque - Delétraz - Hartley - Taylor           | 60              | Meyer Shank Racing w/ Curb Agajanian Acura ARX-06 (GTP) Blomqvist - Braun - Castroneves - Pagenaud | 60              | Meyer Shank Racing w/ Curb Agajanian Acura ARX-06 (GTP) Blomqvist - Braun - Castroneves - Pagenaud |
| 2    | 10                 | Konica Minolta Acura ARX-06 Acura ARX-06 (GTP) Albuquerque - Delétraz - Hartley - Taylor           | 31             | Whelen Engineering Racing Cadillac V-LMDh Cadillac V-LMDh (GTP) Aitken - Derani - Sims             | 31              | Whelen Engineering Racing Cadillac V-LMDh Cadillac V-LMDh (GTP) Aitken - Derani - Sims             | 01              | Cadillac Racing Cadillac V-LMDh (GTP) Bourdais - Dixon - van der Zande                             |
| 3    | 02                 | Cadillac Racing Cadillac V-LMDh (GTP) Bamber - Lynn - Westbrook                                    | 60             | Meyer Shank Racing w/ Curb Agajanian Acura ARX-06 (GTP) Blomqvist - Braun - Castroneves - Pagenaud | 10              | Konica Minolta Acura ARX-06 Acura ARX-06 (GTP) Albuquerque - Delétraz - Hartley - Taylor           | 02              | Cadillac Racing Cadillac V-LMDh (GTP) Bamber - Lynn - Westbrook                                    |
| 4    | 01                 | Cadillac Racing Cadillac V-LMDh (GTP) Bourdais - Dixon - van der Zande                             | 02             | Cadillac Racing Cadillac V-LMDh (GTP) Bamber - Lynn - Westbrook                                    | 6               | Porsche Penske Motorsports Porsche 963 (GTP) Cameron - Jaminet - Tandy                             | 10              | Konica Minolta Acura ARX-06 Acura ARX-06 (GTP) Albuquerque - Delétraz - Hartley - Taylor           |
| 5    | 6                  | Porsche Penske Motorsports Porsche 963 (GTP) Cameron - Jaminet - Tandy                             | 6              | Porsche Penske Motorsports Porsche 963 (GTP) Cameron - Jaminet - Tandy                             | 01              | Cadillac Racing Cadillac V-LMDh (GTP) Bourdais - Dixon - van der Zande                             | 24              | BMW M Team RLL BMW M Hybrid V8 (GTP) Eng - Farfus - Herta - Wittmann                               |

### Classement de la course
Voici le classement officiel au terme de la course.
- Les vainqueurs de chaque catégorie sont signalés par un fond jauni.
- Pour la colonne Pneus, il faut passer le curseur au-dessus du modèle pour connaître le manufacturier de pneumatiques.

| Pos     | Classe  | no  | Écurie                                    | Pilotes                                                                  | Châssis                                 | Pneus | Tours | Temps                |
| ------- | ------- | --- | ----------------------------------------- | ------------------------------------------------------------------------ | --------------------------------------- | ----- | ----- | -------------------- |
| Pos     | Classe  | no  | Écurie                                    | Pilotes                                                                  | Moteur                                  | Pneus | Tours | Temps                |
| 1       | GTP     | 60  | Meyer Shank Racing w/ Curb Agajanian      | Tom Blomqvist Colin Braun Hélio Castroneves Simon Pagenaud               | Acura ARX-06                            | M     | 783   | 24 h 01 min 19 s 952 |
| 1       | GTP     | 60  | Meyer Shank Racing w/ Curb Agajanian      | Tom Blomqvist Colin Braun Hélio Castroneves Simon Pagenaud               | Acura AR24e 2.4 L Turbo V6              | M     | 783   | 24 h 01 min 19 s 952 |
| 2       | GTP     | 10  | Konica Minolta Acura ARX-06               | Filipe Albuquerque Louis Delétraz Brendon Hartley Ricky Taylor           | Acura ARX-06                            | M     | 783   | + 4 s 190            |
| 2       | GTP     | 10  | Konica Minolta Acura ARX-06               | Filipe Albuquerque Louis Delétraz Brendon Hartley Ricky Taylor           | Acura AR24e 2.4 L Turbo V6              | M     | 783   | + 4 s 190            |
| 3       | GTP     | 01  | Cadillac Racing                           | Sébastien Bourdais Scott Dixon Renger van der Zande                      | Cadillac V-LMDh                         | M     | 783   | + 9 s 630            |
| 3       | GTP     | 01  | Cadillac Racing                           | Sébastien Bourdais Scott Dixon Renger van der Zande                      | Cadillac LMC55R 5.5 L V8                | M     | 783   | + 9 s 630            |
| 4       | GTP     | 02  | Cadillac Racing                           | Earl Bamber Alex Lynn Richard Westbrook                                  | Cadillac V-LMDh                         | M     | 783   | + 11 s 176           |
| 4       | GTP     | 02  | Cadillac Racing                           | Earl Bamber Alex Lynn Richard Westbrook                                  | Cadillac LMC55R 5.5 L V8                | M     | 783   | + 11 s 176           |
| 5       | GTP     | 31  | Whelen Engineering Racing Cadillac V-LMDh | Jack Aitken Pipo Derani Alexander Sims                                   | Cadillac V-LMDh                         | M     | 771   | + 12 tours           |
| 5       | GTP     | 31  | Whelen Engineering Racing Cadillac V-LMDh | Jack Aitken Pipo Derani Alexander Sims                                   | Cadillac LMC55R 5.5 L V8                | M     | 771   | + 12 tours           |
| 6       | GTP     | 24  | BMW M Team RLL                            | Philipp Eng Augusto Farfus Marco Wittmann Colton Herta                   | BMW M Hybrid V8                         | M     | 768   | + 15 tours           |
| 6       | GTP     | 24  | BMW M Team RLL                            | Philipp Eng Augusto Farfus Marco Wittmann Colton Herta                   | BMW P66/3 4.0 L Turbo V8                | M     | 768   | + 15 tours           |
| 7       | LMP2    | 55  | Proton Competition                        | Fred Poordad (de) Francesco Pizzi (en) James Allen Gianmaria Bruni       | Oreca 07                                | M     | 761   | + 22 tours           |
| 7       | LMP2    | 55  | Proton Competition                        | Fred Poordad (de) Francesco Pizzi (en) James Allen Gianmaria Bruni       | Gibson GK428 4,2 L V8 Atmo              | M     | 761   | + 22 tours           |
| 8       | LMP2    | 04  | Crowdstrike Racing by APR                 | Esteban Gutiérrez Ben Hanley George Kurtz Matt McMurry                   | Oreca 07                                | M     | 761   | + 22 tours           |
| 8       | LMP2    | 04  | Crowdstrike Racing by APR                 | Esteban Gutiérrez Ben Hanley George Kurtz Matt McMurry                   | Gibson GK428 4,2 L V8 Atmo              | M     | 761   | + 22 tours           |
| 9       | LMP2    | 88  | AF Corse                                  | Nicklas Nielsen Matthieu Vaxiviere Julien Canal François Perrodo         | Oreca 07                                | M     | 761   | + 22 tours           |
| 9       | LMP2    | 88  | AF Corse                                  | Nicklas Nielsen Matthieu Vaxiviere Julien Canal François Perrodo         | Gibson GK428 4,2 L V8 Atmo              | M     | 761   | + 22 tours           |
| 10      | LMP2    | 35  | TDS Racing                                | Giedo van der Garde François Hériau Josh Pierson Job van Uitert          | Oreca 07                                | M     | 761   | + 22 tours           |
| 10      | LMP2    | 35  | TDS Racing                                | Giedo van der Garde François Hériau Josh Pierson Job van Uitert          | Gibson GK428 4,2 L V8 Atmo              | M     | 761   | + 22 tours           |
| 11      | LMP2    | 8   | Tower Motorsports                         | John Farano Scott McLaughlin Josef Newgarden Kyffin Simpson              | Oreca 07                                | M     | 759   | + 24 tours           |
| 11      | LMP2    | 8   | Tower Motorsports                         | John Farano Scott McLaughlin Josef Newgarden Kyffin Simpson              | Gibson GK428 4,2 L V8 Atmo              | M     | 759   | + 24 tours           |
| 12      | LMP2    | 51  | Rick Ware Racing                          | Austin Cindric Devlin DeFrancesco Pietro Fittipaldi Eric Lux             | Oreca 07                                | M     | 758   | + 25 tours           |
| 12      | LMP2    | 51  | Rick Ware Racing                          | Austin Cindric Devlin DeFrancesco Pietro Fittipaldi Eric Lux             | Gibson GK428 4,2 L V8 Atmo              | M     | 758   | + 25 tours           |
| 13      | LMP2    | 52  | PR1 Mathiasen Motorsports                 | Paul-Loup Chatin Ben Keating Nicolas Lapierre Alex Quinn                 | Oreca 07                                | M     | 757   | + 26 tours           |
| 13      | LMP2    | 52  | PR1 Mathiasen Motorsports                 | Paul-Loup Chatin Ben Keating Nicolas Lapierre Alex Quinn                 | Gibson GK428 4,2 L V8 Atmo              | M     | 757   | + 26 tours           |
| 14      | GTP     | 7   | Porsche Team Penske                       | Matt Campbell Michael Christensen Felipe Nasr                            | Porsche 963                             | M     | 749   | + 34 tours           |
| 14      | GTP     | 7   | Porsche Team Penske                       | Matt Campbell Michael Christensen Felipe Nasr                            | Porsche 9RD 4.6 L Turbo V8              | M     | 749   | + 34 tours           |
| 15      | LMP3    | 17  | AWA                                       | Wayne Boyd Anthony Mantella Thomas Merrill (en) Nicolás Varrone (es)     | Duqueine D08                            | M     | 737   | + 46 tours           |
| 15      | LMP3    | 17  | AWA                                       | Wayne Boyd Anthony Mantella Thomas Merrill (en) Nicolás Varrone (es)     | Nissan VK56DE 5,6 L V8 Atmo             | M     | 737   | + 46 tours           |
| 16      | GTD     | 27  | Heart of Racing Team                      | Roman De Angelis (en) Ian James Marco Sørensen Darren Turner             | Aston Martin Vantage AMR GT3            | M     | 729   | + 54 tours           |
| 16      | GTD     | 27  | Heart of Racing Team                      | Roman De Angelis (en) Ian James Marco Sørensen Darren Turner             | Aston Martin 4,0 L V8 Turbo             | M     | 729   | + 54 tours           |
| 17      | GTD Pro | 79  | WeatherTech Racing                        | Maro Engel Jules Gounon Daniel Juncadella Cooper MacNeil                 | Mercedes-AMG GT3                        | M     | 729   | + 54 tours           |
| 17      | GTD Pro | 79  | WeatherTech Racing                        | Maro Engel Jules Gounon Daniel Juncadella Cooper MacNeil                 | Mercedes-Benz M159 6,2 L V8 Atmo        | M     | 729   | + 54 tours           |
| 18      | GTD     | 44  | Magnus Racing                             | Andy Lally John Potter Spencer Pumpelly Nicki Thiim                      | Aston Martin Vantage AMR GT3            | M     | 729   | + 54 tours           |
| 18      | GTD     | 44  | Magnus Racing                             | Andy Lally John Potter Spencer Pumpelly Nicki Thiim                      | Aston Martin 4,0 L V8 Turbo             | M     | 729   | + 54 tours           |
| 19      | GTD Pro | 3   | Corvette Racing                           | Antonio García Jordan Taylor Tommy Milner                                | Chevrolet Corvette C8.R GTD             | M     | 729   | + 54 tours           |
| 19      | GTD Pro | 3   | Corvette Racing                           | Antonio García Jordan Taylor Tommy Milner                                | Chevrolet 5,5 L V8 Atmo                 | M     | 729   | + 54 tours           |
| 20      | GTD Pro | 14  | Vasser Sullivan                           | Ben Barnicoat Mike Conway Jack Hawksworth                                | Lexus RC F GT3                          | M     | 729   | + 54 tours           |
| 20      | GTD Pro | 14  | Vasser Sullivan                           | Ben Barnicoat Mike Conway Jack Hawksworth                                | Toyota 2UR 5,0 L V8 Atmo                | M     | 729   | + 54 tours           |
| 21      | GTD     | 70  | Inception Racing                          | Brendan Iribe Marvin Kirchhöfer Ollie Millroy Frederik Schandorff        | McLaren 720S GT3                        | M     | 729   | + 54 tours           |
| 21      | GTD     | 70  | Inception Racing                          | Brendan Iribe Marvin Kirchhöfer Ollie Millroy Frederik Schandorff        | McLaren M840T 4,0 l V8 Bi-Turbo         | M     | 729   | + 54 tours           |
| 22      | GTD     | 66  | Gradient Racing                           | Mario Farnbacher Katherine Legge Marc Miller (en) Sheena Monk            | Acura NSX GT3                           | M     | 729   | + 54 tours           |
| 22      | GTD     | 66  | Gradient Racing                           | Mario Farnbacher Katherine Legge Marc Miller (en) Sheena Monk            | Acura 3,5 L V6 Turbo                    | M     | 729   | + 54 tours           |
| 23      | GTD     | 12  | Vasser Sullivan                           | Kyle Kirkwood Frankie Montecalvo Aaron Telitz Parker Thompson (en)       | Lexus RC F GT3                          | M     | 728   | + 55 tours           |
| 23      | GTD     | 12  | Vasser Sullivan                           | Kyle Kirkwood Frankie Montecalvo Aaron Telitz Parker Thompson (en)       | Toyota 2UR 5,0 L V8 Atmo                | M     | 728   | + 55 tours           |
| 24      | GTD Pro | 63  | Iron Lynx                                 | Mirko Bortolotti Andrea Caldarelli Romain Grosjean Jordan Pepper         | Lamborghini Huracán GT3 EVO2            | M     | 728   | + 55 tours           |
| 24      | GTD Pro | 63  | Iron Lynx                                 | Mirko Bortolotti Andrea Caldarelli Romain Grosjean Jordan Pepper         | Lamborghini 5,2 L V10 Atmo              | M     | 728   | + 55 tours           |
| 25      | GTD Pro | 9   | Pfaff Motorsports                         | Klaus Bachler Patrick Pilet Laurens Vanthoor                             | Porsche 911 GT3 R (992)                 | M     | 728   | + 55 tours           |
| 25      | GTD Pro | 9   | Pfaff Motorsports                         | Klaus Bachler Patrick Pilet Laurens Vanthoor                             | Porsche 4.2 L Flat Six                  | M     | 728   | + 55 tours           |
| 26      | GTD     | 93  | Racers Edge Motorsports with WTR          | Ryan Briscoe Daniel Formal Ashton Harrison Kyle Marcelli (en)            | Acura NSX GT3                           | M     | 727   | + 56 tours           |
| 26      | GTD     | 93  | Racers Edge Motorsports with WTR          | Ryan Briscoe Daniel Formal Ashton Harrison Kyle Marcelli (en)            | Acura 3,5 L V6 Turbo                    | M     | 727   | + 56 tours           |
| 27      | GTD     | 78  | Forte Racing Powered by USRT (en)         | Misha Goikhberg Loris Spinelli Benjamín Hites (es) Marco Mapelli (en)    | Lamborghini Huracán GT3 EVO2            | M     | 726   | + 57 tours           |
| 27      | GTD     | 78  | Forte Racing Powered by USRT (en)         | Misha Goikhberg Loris Spinelli Benjamín Hites (es) Marco Mapelli (en)    | Lamborghini 5,2 L V10 Atmo              | M     | 726   | + 57 tours           |
| 28      | GTD     | 1   | Paul Miller Racing                        | Bryan Sellers Madison Snow Corey Lewis Maxime Martin                     | BMW M4 GT3                              | M     | 726   | + 57 tours           |
| 28      | GTD     | 1   | Paul Miller Racing                        | Bryan Sellers Madison Snow Corey Lewis Maxime Martin                     | BMW S58B30T0 3,0 L i6 M TwinPower Turbo | M     | 726   | + 57 tours           |
| 29      | LMP3    | 33  | Sean Creech Motorsport                    | João Barbosa Lance Willsey Nico Pino Nolan Siegel (en)                   | Ligier JS P320                          | M     | 725   | + 58 tours           |
| 29      | LMP3    | 33  | Sean Creech Motorsport                    | João Barbosa Lance Willsey Nico Pino Nolan Siegel (en)                   | Nissan VK56DE 5,6 L V8 Atmo             | M     | 725   | + 58 tours           |
| 30      | GTD     | 16  | Wright Motorsports                        | Ryan Hardwick Jan Heylen Dennis Olsen Zacharie Robichon                  | Porsche 911 GT3 R (992)                 | M     | 723   | + 60 tours           |
| 30      | GTD     | 16  | Wright Motorsports                        | Ryan Hardwick Jan Heylen Dennis Olsen Zacharie Robichon                  | Porsche 4.2 L Flat Six                  | M     | 723   | + 60 tours           |
| 31      | LMP3    | 38  | Performance Tech Motorsports              | Christopher Allen Connor Bloum John DeAngelis Cameron Shields (en)       | Ligier JS P320                          | M     | 721   | + 62 tours           |
| 31      | LMP3    | 38  | Performance Tech Motorsports              | Christopher Allen Connor Bloum John DeAngelis Cameron Shields (en)       | Nissan VK56DE 5,6 L V8 Atmo             | M     | 721   | + 62 tours           |
| 32      | GTD     | 023 | Triarsi Competizione                      | Andrea Bertolini Alessio Rovera Charlie Scardina Onofrio Triarsi         | Ferrari 296 GT3                         | M     | 719   | + 64 tours           |
| 32      | GTD     | 023 | Triarsi Competizione                      | Andrea Bertolini Alessio Rovera Charlie Scardina Onofrio Triarsi         | Ferrari 3.0 L Turbo V6                  | M     | 719   | + 64 tours           |
| 33      | GTD     | 77  | Wright Motorsports                        | Alan Brynjolfsson Kévin Estre Trent Hindman Maxwell Root                 | Porsche 911 GT3 R (992)                 | M     | 719   | + 64 tours           |
| 33      | GTD     | 77  | Wright Motorsports                        | Alan Brynjolfsson Kévin Estre Trent Hindman Maxwell Root                 | Porsche 4.2 L Flat Six                  | M     | 719   | + 64 tours           |
| 34      | GTD Pro | 53  | MDK Motorsports                           | Trenton Estep (en) Mark Kvamme Jan Magnussen Jason Hart                  | Porsche 911 GT3 R (992)                 | M     | 717   | + 66 tours           |
| 34      | GTD Pro | 53  | MDK Motorsports                           | Trenton Estep (en) Mark Kvamme Jan Magnussen Jason Hart                  | Porsche 4.2 L Flat Six                  | M     | 717   | + 66 tours           |
| 35      | LMP3    | 13  | AWA                                       | Matt Bell Orey Fidani Lars Kern Moritz Kranz                             | Duqueine D08                            | M     | 717   | + 66 tours           |
| 35      | LMP3    | 13  | AWA                                       | Matt Bell Orey Fidani Lars Kern Moritz Kranz                             | Nissan VK56DE 5,6 L V8 Atmo             | M     | 717   | + 66 tours           |
| 36      | GTD Pro | 23  | Heart of Racing Team                      | Ross Gunn (en) David Pittard Alex Riberas                                | Aston Martin Vantage AMR GT3            | M     | 716   | + 67 tours           |
| 36      | GTD Pro | 23  | Heart of Racing Team                      | Ross Gunn (en) David Pittard Alex Riberas                                | Aston Martin 4,0 L V8 Turbo             | M     | 716   | + 67 tours           |
| 37      | LMP3    | 85  | JDC Miller Motorsports                    | Till Bechtolsheimer Tijmen van der Helm Luca Mars Mason Filippi (en)     | Duqueine D08                            | M     | 715   | + 68 tours           |
| 37      | LMP3    | 85  | JDC Miller Motorsports                    | Till Bechtolsheimer Tijmen van der Helm Luca Mars Mason Filippi (en)     | Nissan VK56DE 5,6 L V8 Atmo             | M     | 715   | + 68 tours           |
| 38      | GTD     | 19  | Iron Lynx                                 | Claudio Schiavoni Rolf Ineichen Franck Perera Raffaele Giammaria (en)    | Lamborghini Huracán GT3 EVO2            | M     | 714   | + 69 tours           |
| 38      | GTD     | 19  | Iron Lynx                                 | Claudio Schiavoni Rolf Ineichen Franck Perera Raffaele Giammaria (en)    | Lamborghini 5,2 L V10 Atmo              | M     | 714   | + 69 tours           |
| 39 Abd. | GTD     | 57  | Winward Racing                            | Indy Dontje (en) Philip Ellis Russell Ward (en) Daniel Morad             | Mercedes-AMG GT3                        | M     | 710   | Abandon              |
| 39 Abd. | GTD     | 57  | Winward Racing                            | Indy Dontje (en) Philip Ellis Russell Ward (en) Daniel Morad             | Mercedes-Benz M159 6,2 L V8 Atmo        | M     | 710   | Abandon              |
| 40      | GTD     | 80  | AO Racing                                 | P.J. Hyett (en) Gunnar Jeannette Sebastian Priaulx (en) Harry Tincknell  | Porsche 911 GT3 R (992)                 | M     | 710   | + 73 tours           |
| 40      | GTD     | 80  | AO Racing                                 | P.J. Hyett (en) Gunnar Jeannette Sebastian Priaulx (en) Harry Tincknell  | Porsche 4.2 L Flat Six                  | M     | 710   | + 73 tours           |
| 41      | GTD     | 32  | Team Korthoff Motorsports                 | Maximilian Götz Mikaël Grenier Kenton Koch Mike Skeen (en)               | Mercedes-AMG GT3                        | M     | 709   | + 74 tours           |
| 41      | GTD     | 32  | Team Korthoff Motorsports                 | Maximilian Götz Mikaël Grenier Kenton Koch Mike Skeen (en)               | Mercedes-Benz M159 6,2 L V8 Atmo        | M     | 709   | + 74 tours           |
| 42 Abd. | GTP     | 6   | Porsche Team Penske                       | Dane Cameron Mathieu Jaminet Nick Tandy                                  | Porsche 963                             | M     | 700   | Abandon              |
| 42 Abd. | GTP     | 6   | Porsche Team Penske                       | Dane Cameron Mathieu Jaminet Nick Tandy                                  | Porsche 9RD 4.6 L Turbo V8              | M     | 700   | Abandon              |
| 43      | GTD     | 91  | Kellymoss with Riley                      | Julien Andlauer Jaxon Evans Alan Metni Kay van Berlo                     | Porsche 911 GT3 R (992)                 | M     | 699   | + 84 tours           |
| 43      | GTD     | 91  | Kellymoss with Riley                      | Julien Andlauer Jaxon Evans Alan Metni Kay van Berlo                     | Porsche 4.2 L Flat Six                  | M     | 699   | + 84 tours           |
| 44      | GTD     | 96  | Turner Motorsport                         | Patrick Gallagher (en) Robby Foley Michael Dinan Jens Klingmann          | BMW M4 GT3                              | M     | 695   | + 88 tours           |
| 44      | GTD     | 96  | Turner Motorsport                         | Patrick Gallagher (en) Robby Foley Michael Dinan Jens Klingmann          | BMW S58B30T0 3,0 L i6 M TwinPower Turbo | M     | 695   | + 88 tours           |
| 45      | GTD Pro | 64  | TGM/TF Sport                              | Ted Giovanis Hugh Plumb Matt Plumb (en) Owen Trinkler                    | Aston Martin Vantage AMR GT3            | M     | 674   | + 109 tours          |
| 45      | GTD Pro | 64  | TGM/TF Sport                              | Ted Giovanis Hugh Plumb Matt Plumb (en) Owen Trinkler                    | Aston Martin 4,0 L V8 Turbo             | M     | 674   | + 109 tours          |
| 46      | GTD     | 83  | Iron Dames                                | Doriane Pin Sarah Bovy Rahel Frey Michelle Gatting                       | Lamborghini Huracán GT3 EVO2            | M     | 659   | + 124 tours          |
| 46      | GTD     | 83  | Iron Dames                                | Doriane Pin Sarah Bovy Rahel Frey Michelle Gatting                       | Lamborghini 5,2 L V10 Atmo              | M     | 659   | + 124 tours          |
| 47 Abd. | GTD     | 21  | AF Corse                                  | Simon Mann Luís Pérez Companc Miguel Molina Francesco Castellacci        | Ferrari 296 GT3                         | M     | 655   | Abandon              |
| 47 Abd. | GTD     | 21  | AF Corse                                  | Simon Mann Luís Pérez Companc Miguel Molina Francesco Castellacci        | Ferrari 3.0 L Turbo V6                  | M     | 655   | Abandon              |
| 48      | GTP     | 25  | BMW M Team RLL                            | Connor De Phillippi Nick Yelloly Sheldon van der Linde Colton Herta      | BMW M Hybrid V8                         | M     | 652   | + 131 tours          |
| 48      | GTP     | 25  | BMW M Team RLL                            | Connor De Phillippi Nick Yelloly Sheldon van der Linde Colton Herta      | BMW P66/3 4.0 L Turbo V8                | M     | 652   | + 131 tours          |
| 49 Abd. | LMP2    | 20  | High Class Racing                         | Dennis Andersen Ed Jones Anders Fjordbach Raffaele Marciello             | Oreca 07                                | M     | 646   | Abandon              |
| 49 Abd. | LMP2    | 20  | High Class Racing                         | Dennis Andersen Ed Jones Anders Fjordbach Raffaele Marciello             | Gibson GK428 4,2 L V8 Atmo              | M     | 646   | Abandon              |
| 50 Abd. | GTD Pro | 95  | Turner Motorsport                         | Bill Auberlen Chandler Hull Bruno Spengler John Edwards                  | BMW M4 GT3                              | M     | 635   | Abandon              |
| 50 Abd. | GTD Pro | 95  | Turner Motorsport                         | Bill Auberlen Chandler Hull Bruno Spengler John Edwards                  | BMW S58B30T0 3,0 L i6 M TwinPower Turbo | M     | 635   | Abandon              |
| 51 Abd. | LMP3    | 87  | FastMD Racing                             | Yu Kanamaru Antonio Serravalle Nick Boulle James Vance                   | Duqueine D08                            | M     | 618   | Abandon              |
| 51 Abd. | LMP3    | 87  | FastMD Racing                             | Yu Kanamaru Antonio Serravalle Nick Boulle James Vance                   | Nissan VK56DE 5,6 L V8 Atmo             | M     | 618   | Abandon              |
| 52 Abd. | LMP2    | 18  | Era Motorsport                            | Ryan Dalziel Oliver Jarvis Dwight Merriman Christian Rasmussen           | Oreca 07                                | M     | 510   | Abandon              |
| 52 Abd. | LMP2    | 18  | Era Motorsport                            | Ryan Dalziel Oliver Jarvis Dwight Merriman Christian Rasmussen           | Gibson GK428 4,2 L V8 Atmo              | M     | 510   | Abandon              |
| 53 Abd. | LMP3    | 36  | Andretti Autosport                        | Jarett Andretti (en) Gabby Chaves Dakota Dickerson Rasmus Lindh (en)     | Ligier JS P320                          | M     | 371   | Abandon              |
| 53 Abd. | LMP3    | 36  | Andretti Autosport                        | Jarett Andretti (en) Gabby Chaves Dakota Dickerson Rasmus Lindh (en)     | Nissan VK56DE 5,6 L V8 Atmo             | M     | 371   | Abandon              |
| 54 Abd. | LMP3    | 43  | MRS GT-Racing                             | Sebastián Álvarez (en) James French Guilherme Oliveira (en) Danial Frost | Ligier JS P320                          | M     | 368   | Abandon              |
| 54 Abd. | LMP3    | 43  | MRS GT-Racing                             | Sebastián Álvarez (en) James French Guilherme Oliveira (en) Danial Frost | Nissan VK56DE 5,6 L V8 Atmo             | M     | 368   | Abandon              |
| 55 Abd. | GTD     | 42  | NTE Sport                                 | Robert Megennis Jaden Conwright Kerong Li Alessio Deledda                | Lamborghini Huracán GT3 EVO2            | M     | 356   | Abandon              |
| 55 Abd. | GTD     | 42  | NTE Sport                                 | Robert Megennis Jaden Conwright Kerong Li Alessio Deledda                | Lamborghini 5,2 L V10 Atmo              | M     | 356   | Abandon              |
| 56 Abd. | GTD Pro | 62  | Risi Competizione                         | Alessandro Pier Guidi James Calado Daniel Serra Davide Rigon             | Ferrari 296 GT3                         | M     | 349   | Abandon              |
| 56 Abd. | GTD Pro | 62  | Risi Competizione                         | Alessandro Pier Guidi James Calado Daniel Serra Davide Rigon             | Ferrari 3.0 L Turbo V6                  | M     | 349   | Abandon              |
| 57 Abd. | GTD     | 92  | Kellymoss with Riley                      | David Brule Andrew Davis Alec Udell (en) Jeroen Bleekemolen              | Porsche 911 GT3 R (992)                 | M     | 278   | Abandon              |
| 57 Abd. | GTD     | 92  | Kellymoss with Riley                      | David Brule Andrew Davis Alec Udell (en) Jeroen Bleekemolen              | Porsche 4.2 L Flat Six                  | M     | 278   | Abandon              |
| 58 Abd. | LMP2    | 11  | TDS Racing                                | Scott Huffaker Mikkel Jensen Steven Thomas Rinus VeeKay                  | Oreca 07                                | M     | 249   | Abandon              |
| 58 Abd. | LMP2    | 11  | TDS Racing                                | Scott Huffaker Mikkel Jensen Steven Thomas Rinus VeeKay                  | Gibson GK428 4,2 L V8 Atmo              | M     | 249   | Abandon              |
| 59 Abd. | GTD     | 75  | Sun Energy 1                              | Kenny Habul Luca Stolz Fabian Schiller (en) Axcil Jefferies              | Mercedes-AMG GT3                        | M     | 233   | Abandon              |
| 59 Abd. | GTD     | 75  | Sun Energy 1                              | Kenny Habul Luca Stolz Fabian Schiller (en) Axcil Jefferies              | Mercedes-Benz M159 6,2 L V8 Atmo        | M     | 233   | Abandon              |
| 60 Abd. | LMP3    | 74  | Riley                                     | Gar Robinson Felipe Fraga Josh Burdon (en) Glenn van Berlo (en)          | Ligier JS P320                          | M     | 89    | Abandon              |
| 60 Abd. | LMP3    | 74  | Riley                                     | Gar Robinson Felipe Fraga Josh Burdon (en) Glenn van Berlo (en)          | Nissan VK56DE 5,6 L V8 Atmo             | M     | 89    | Abandon              |
| 61 Abd. | GTD     | 47  | Cetilar Racing                            | Alessandro Balzan Antonio Fuoco Roberto Lacorte Giorgio Sernagiotto      | Ferrari 296 GT3                         | M     | 44    | Abandon              |
| 61 Abd. | GTD     | 47  | Cetilar Racing                            | Alessandro Balzan Antonio Fuoco Roberto Lacorte Giorgio Sernagiotto      | Ferrari 3.0 L Turbo V6                  | M     | 44    | Abandon              |

## Pole position et record du tour
- Pole position :  Tom Blomqvist (#60 Meyer Shank Racing w/Curb Agajanian) en 1 min 34 s 031
- Meilleur tour en course :  Tom Blomqvist (#60 Meyer Shank Racing w/Curb Agajanian) en 1 min 35 s 616

## À noter
- Longueur du circuit : 3,56 miles (5,728 km)
- Distance parcourue par les vainqueurs : 2 784,42 miles (4 481,09 km)